# Chase Ellison
Chase Ellison (Reno, Nevada, 22 de setembro de 1993) é um ator norte-americano.

## Biografia
Chase Ellison nasceu em Reno, Nevada, e agora vive com seus pais e dois irmãos em San Diego, Califórnia. Ele começou sua carreira quando tinha apenas seis anos de idade, trabalhando em comerciais de TV. Em seguida vieram pequenos papéis em séries de TV como, Family Law, Boomtown, Malcolm in the Middle, 7th Heaven, Providence e The Division. Atuou em um papel de apoio no filme The Mostly Unfabulous Social Life of Ethan Green de George Bamber, em seguida veio o papel principal em Mysterious Skin, onde estrelou como o jovem "Neil McCormick" no controverso, mas criticamente aclamado filme de Gregg Araki de 2004. Neste filme, ele interpreta um garoto que está sendo preparado sexualmente por um treinador de beisebol da Little League. No entanto, o filme foi filmado de forma que os atores mirins não soubessem o que estava acontecendo. O papel adolescente de "Neil McCormick" é interpretado por Joseph Gordon-Levitt.
Além da carreira no cinema e em séries de TV, Chase também atuou na telenovela The Young and the Restless em 2005 no semi papel regular de "Noah Newman", o filho de "Nicholas Newman" (Joshua Morrow) e "Sharon Newman" (Sharon Case) com apenas 10 anos de idade.
Durante o seu tempo livre, Chase gosta de encher seus dias com inúmeras horas no parque de skate local. Se ele não está andando de skate, está jogando videogames, paintball ou cuidando de seus animais de estimação (iguana, tartaruga, girinos, gato e cachorro).

## Filmografia
| Filmes      | Filmes                                           | Filmes                      | Filmes       |
| Ano         | Título                                           | Papel                       | Notas        |
| ----------- | ------------------------------------------------ | --------------------------- | ------------ |
| 2000        | The Perfect Wife                                 | Ruben Tyman (aos 5 anos)    | Para TV      |
| 2001        | Scenes of the Crime                              | Blake Berg                  |              |
| 2002        | Santa, Jr.                                       | Christopher                 | Para TV      |
| 2004        | Mysterious Skin                                  | Neil McCormick (aos 8 anos) |              |
| 2005        | The Mostly Unfabulous Social Life of Ethan Green | Ethan (jovem)               |              |
| 2005        | End of the Spear                                 | Steve Saint (jovem)         |              |
| 2006        | Wristcutters: A Love Story                       | Kid Kostya                  |              |
| 2007        | Quake                                            | Toby Fisher                 |              |
| 2007        | You've Got a Friend                              | Tommy                       | Para TV      |
| 2007        | Towelhead (Tabu)                                 | Zack Vuoso                  |              |
| 2008        | The Year of Getting to Know Us                   | Christopher Rocket (jovem)  |              |
| 2008        | Fireflies in the Garden                          | Christopher Lawrence        |              |
| 2010        | O Fada do Dente                                  | Randy                       |              |
| 2010        | The Boy Who Cried Werewolf                       | Hunter Sands                | Para TV      |
| Televisão   |                                                  |                             |              |
| Ano         | Título                                           | Papel                       | Notas        |
| 2000        | Family Law                                       | Ryan McClendon/Pierce       | 1 episódio   |
| 2001        | 7th Heaven                                       | Simon (jovem)               | 1 episódio   |
| 2001        | Providence                                       | Jake                        | 1 episódio   |
| 2002 / 2003 | Boomtown                                         | Willie Stevens              | 3 episódios  |
| 2003        | The Division                                     | Justin Brinkmeyer           | 1 episódio   |
| 2005 / 2001 | Malcolm in the Middle                            | Garotinho                   | 2 episódios  |
| 2005        | Six Feet Under                                   | George (jovem)              | 1 episódio   |
| 2005        | The Young and the Restless                       | Noah Newman                 | 19 episódios |
| 2006        | Rodney                                           | Danny Dunston               | 1 episódio   |
| 2006        | Deadwood                                         | Richie                      | 3 episódios  |
| 2006        | Saved                                            | Ben                         | 1 episódio   |

## Prêmios e Indicações
| Prêmios | Prêmios   | Prêmios             | Prêmios                                                                                        | Prêmios             |
| Ano     | Resultado | Premiação           | Categoria                                                                                      | Título              |
| ------- | --------- | ------------------- | ---------------------------------------------------------------------------------------------- | ------------------- |
| 2007    | Indicado  | Young Artist Awards | Melhor Performance em Filme - Jovem Ator (coadjuvante/secundário)                              | End of the Spear    |
| 2008    | Indicado  | Young Artist Awards | Melhor Performance em Filme de TV, Minisérie ou Especial - Jovem Ator (coadjuvante/secundário) | You've Got a Friend |